# 난정옥
난정옥(欒廷玉)은 중국의 사대기서(四大奇書) 중 하나인 《수호전》(水滸傳)에 등장하는 인물로, 양산박 토벌을 노리는 축가장(祝家莊)의 무예사범이다. 별호는 철봉(鐵棒)으로 철봉을 무기로 다루는 데에서 지어졌다. 독룡강 삼가장 제일의 무인으로, 철퇴 같은 암기도 구사하고 때로는 계책을 부리는 지략가이기도 하다. 병울지 손립은 같은 스승 밑에서 무예를 배운 동문 사제에 해당한다.

## 생애
소년 시절부터 손립과 함께 같은 스승 밑에서 무예를 배워 달인이라 할 수 있는 솜씨에 이르렀다. 벼슬살이를 하는 손립과는 대조적으로 난정옥은 재야로 남아 있다가 무예를 좋아하는 세 아들을 둔 축가장의 주인 축조봉에게 초청되어 무예사범으로 이들에게 무예를 교수하였다.
축가장은 이름을 떨치기 위해 떠오르는 도적집단 양산박과 일전을 벌이게 된다. 난정옥은 축가장에서 지휘관으로 맞아들이고 양산박과의 전투에서 난정옥도 진두에 서서 분전한다. 양산박의 두령 중 한 명인 구붕에게 철퇴를 던져 뼈를 으스러뜨려 낙마시키고, 적의 맹장인 진명과 호각을 벌이다가 풀숲으로 유인한 뒤 복병을 이용해 진명을 생포하고 또 진명을 구하려고 뛰어든 등비도 포로로 잡아 양산박군을 패주로 몰아넣는 활약을 보였다.
이후 전선이 교착상태에 빠지는데 얼마 지나지 않아 손립이 일족들을 거느리고 왔다. 손립은 운주로 전속되어 임지인 운주로 가는 길이었는데 양산박과 축가장의 전투에 난정옥이 축가장에 고용되어 있다는 소식을 듣고 조력하러 왔다고 한다. 두 사람은 재회를 기뻐했고 무예가 뛰어난 손립이 가세하면서 축가장의 사기도 올라갔다. 며칠 뒤 싸움에서 손립은 양산박의 석수를 사로잡는 활약을 펼친다. 다음날에도 승승장구하는 축가장은 양산박을 섬멸하기 위해 총공격을 가해 난정옥도 마을 북서쪽으로 출진하지만 사실 손립은 처음부터 양산박과 계획하고 축가장에 들어온 것이고, 축가장이 비자마자 안에서 공격한다. 안과 밖에서 동시에 공격당한 축가장은 양산박에 함락된다. 난정옥도 송강의 "다만 난정옥이라는 호걸을 죽게 한 것은 유감스럽다"는 발언에서 전사한 것으로 알려졌다.

## 여담
난정옥은 그토록 강적이었음에도 불구하고 송강의 대사에서 그 죽음을 언급할 뿐, 최후의 장면은 그려지지 않았다.
죽은 줄 알았던 난정옥이 전장에서 도주해 살아남았다는 2차 창작도 많아서 청대의 《수호후전》에서는 살아남은 난정옥이 양산박 잔당의 동료가 되어 남송을 지탱하기 위해 금나라와 대전하는 등 활약한다. 《탕구지》에서는 반대로 양산박에 대한 설욕을 이루기 위해 관군의 장수로서 양산박과 싸운다. 최근의 번안이나 영상 작품 등에서도 난정옥의 죽음을 모호하게 하거나 손립 등이 전장에서 패한 난정옥을 일부러 놓치는 장면을 덧붙이는 경우도 많다.